# Mesonea radians
Mesonea radians är en mossdjursart som först beskrevs av Jean-Baptiste Lamarck 1816.  Mesonea radians ingår i släktet Mesonea och familjen Crisinidae. Inga underarter finns listade i Catalogue of Life.

## Bildgalleri

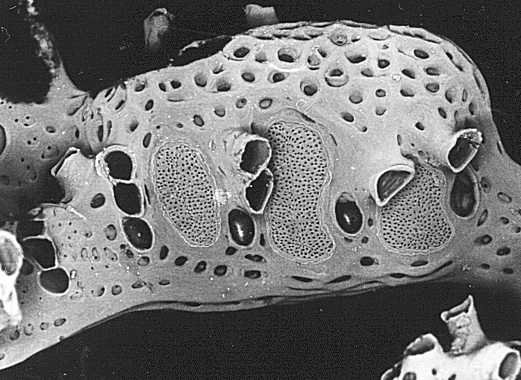